# 弯叶鸢尾
弯叶鸢尾（学名：Iris curvifolia）为鸢尾科鸢尾属的植物，为中国的特有植物。分布于中国大陆的新疆等地，生长于海拔1,500米至2,000米的地区，多生于灌丛草原或山坡草地上，目前尚未由人工引种栽培。